# 千針村
千針村（ちはりむら）は石川県能美郡にあった村。現在の小松市中心部の東北東、小松バイパス沿線、梯川の両岸にあたる。

## 地理
- 河川 ： 梯川

## 歴史
- 1889年（明治22年）4月1日 - 町村制の施行により、能美村、千代村、一針村及び金屋村の区域をもって、千針村が発足する。
- 1907年（明治40年）8月5日 - 梯川を境に千針村の区域を分割する。
  - 大字能美、大字千代及び大字一針の区域、高田村及び田川村が合併して、板津村が発足する。
  - 大字金屋の区域、園江村及び沖杉村が合併して、白江村が発足する。